# Astrebla pectinata
Astrebla pectinata är en gräsart som först beskrevs av John Lindley, och fick sitt nu gällande namn av Ferdinand von Mueller och George Bentham. Astrebla pectinata ingår i släktet Astrebla och familjen gräs. Inga underarter finns listade i Catalogue of Life.